# Асіяб-е Джалаль-е Софла
Асіяб-е Джалаль-е Софла (перс. اسياب جلال سفلي) — село в Ірані, у дегестані Базарджан, у Центральному бахші, шагрестані Тафреш остану Марказі. За даними перепису 2006 року, його населення становило 80 осіб, що проживали у складі 24 сімей.